# エンド・オブ・ザ・センチュリー
『エンド・オブ・ザ・センチュリー』（End of the Century）は、アメリカ合衆国のパンク・ロック・バンド、ラモーンズが1980年に発表した5作目のスタジオ・アルバム。

## 背景
初期4作のプロデュースに貢献したオリジナル・ドラマーのトミー・ラモーン（前作『ロード・トゥ・ルーイン』制作時にはバンドを脱退していたが、共同プロデューサーとして引き続き参加）不在で制作された初のアルバムで、フィル・スペクターがプロデュースした。スペクターは1977年にラモーンズのライヴを観て以来、彼らの作品のプロデュースを希望しており、メンバーのうちジョーイ・ラモーンはスペクターの起用に賛成したが、ジョニー・ラモーンは猜疑心を抱いていたという。ジョニーは1982年、「フィルと仕事をするのは大変だったよ、奴は完全主義者で、やり直しや聴き直しが多くて、それでかなりの時間がかかったから」「ロックンロールは自然発生的で、もう少しさっさと終わるべき物だよ」と語っている。なお、本作の制作当時、スペクターがディー・ディー・ラモーンに銃を向けたという噂もあったが、マーキー・ラモーンは2008年、その事件は作り話で「誰かに銃を向けたなんて事実はないよ。確かに、彼（スペクター）は銃の所持許可を得ていたから、そこに銃はあったけどね」と証言している。
収録曲「ベイビー・アイ・ラヴ・ユー」は、スペクターが1963年にプロデュースしたザ・ロネッツの曲のカヴァーだが、選曲はバンド自身により、スペクターは同じくザ・ロネッツの曲である「(The Best Part of) Breakin’ Up」の録音を提案したという。「ロックンロール・ハイ・スクール」は、元々は前作『ロード・トゥ・ルーイン』と同様エド・ステイシアムのプロデュースにより録音された曲だが、シングルおよび映画『ロックンロール・ハイスクール』のサウンドトラックには、スペクターがリミックスしたヴァージョンが使用され、本作ではスペクターのプロデュースにより再録音された。
「ダニー・セイズ」は、ジョーイが当時のガールフレンドのリンダ・ダニエルに捧げたラヴ・ソングだが、ダニエルは最終的にジョーイを振って、ギタリストのジョニーと結婚した。「チャイニーズ・ロック」は、ディー・ディーが当初ラモーンズ用に作ったものの却下され、ジョニー・サンダース&ザ・ハート・ブレイカーズのアルバム『L.A.M.F.』（1977年）に提供した曲「チャイニーズ・ロックス」のリメイクである。「ジャッキー・アンド・ジュディー」は、デビュー・アルバム『ラモーンズの激情』（1976年）収録曲「ジュディ・イズ・ア・パンク」の続編に当たる。

## 反響・評価
母国アメリカのBillboard 200では、バンド史上最高の44位に達した。全英アルバムチャートでは14位に達し、バンドにとって唯一の全英トップ20アルバムとなった。
Stephen Thomas Erlewineはオールミュージックにおいて5点満点中4点を付け「スペクターの精緻な音作りは、"Rock 'N' Roll High School"や"Do You Remember Rock 'N' Roll Radio?"といった曲を活性化させている一方、よりパンク的な曲を抑制してしまう結果にもなった。とはいえ、前作よりも強力な曲が収録されているため楽しめる内容で、彼らが1980年代に発表したレコードの中では良質である」と評している。Ultimate Classic Rockの2017年の企画「Ramones Albums Ranked Worst to Best」では、14作中5位となった。

## 収録曲
特記なき楽曲はラモーンズ作。
1. リメンバー・ロックンロール・レイディオ? - "Do You Remember Rock 'N' Roll Radio?" - 3:51
2. アイム・アフェクテッド - "I'm Affected" - 2:55
3. ダニー・セイズ - "Danny Says" - 3:09
4. チャイニーズ・ロック - "Chinese Rock" - 2:31
5. ジャッキー・アンド・ジュディー - "The Return of Jackie and Judy" - 3:15
6. レッツ・ゴー - "Let's Go" - 2:37
7. ベイビー・アイ・ラヴ・ユー - "Baby, I Love You" (Phil Spector,  Jeff Barry, Ellie Greenwich) - 3:51
8. アイ・キャント・メイク・イット・オン・タイム - "I Can't Make It on Time" - 2:34
9. ディス・エイント・ハヴァナ - "This Ain't Havana" - 2:19
10. ロックンロール・ハイ・スクール - "Rock 'N' Roll High School" - 2:41
11. オール・ザ・ウェイ - "All the Way" - 2:29
12. ハイ・リスク・インシュランス - "High Risk Insurance" - 2:14

### 2002年リマスターCDボーナス・トラック
14. - 18.は、1979年4月19日にエド・ステイシアムのプロデュースにより、ニューヨークのサイアー・スタジオで録音された。
1. アイ・ウォント・ユー・アラウンド（サウンドトラック・ヴァージョン） - "I Want You Around (Soundtrack Version)" - 3:05
2. ダニー・セイズ（デモ） - "Danny Says (Demo)" - 2:19
3. アイム・アフェクテッド（デモ） - "I'm Affected (Demo)" - 2:47
4. プリーズ・ドント・リーヴ（デモ） - "Please Don't Leave (Demo)" - 2:22
5. オール・ザ・ウェイ（デモ） - "All the Way (Demo)" - 2:31
6. リメンバー・ロックンロール・レイディオ?（デモ） - "Do You Remember Rock 'N' Roll Radio? (Demo)" - 3:43
7. "End of the Century Radio Promo" - 0:59

## 参加ミュージシャン
- ジョーイ・ラモーン - ボーカル
- ジョニー・ラモーン - ギター
- ディー・ディー・ラモーン - ベース
- マーキー・ラモーン - ドラムス

アディショナル・ミュージシャン
- ダン・ケッセル、デヴィッド・ケッセル - ギター
- バリー・ゴールドバーグ - ピアノ、オルガン
- スティーヴ・ダグラス - サクソフォーン
- ジム・ケルトナー - ドラムス
- ロドニー・ビンゲンハイマー（英語版）、マリア・モントーヤ、ハーヴェイ・クバーニック、ジェフ・モリソン、フェイスト・フレディー - 手拍子(on #1, #5)
- ショーン・ドナヒュー - ディスクジョッキー(on #1)